# Apanteles subpunctatus
Apanteles subpunctatus är en stekelart som beskrevs av Granger 1949. Apanteles subpunctatus ingår i släktet Apanteles och familjen bracksteklar. Inga underarter finns listade i Catalogue of Life.